# Bourg-Archambault
Bourg-Archambault – miejscowość i gmina we Francji, w regionie Nowa Akwitania, w departamencie Vienne.
Według danych na rok 1990 gminę zamieszkiwało 201 osób, a gęstość zaludnienia wynosiła 8 osób/km² (wśród 1467 gmin regionu Poitou-Charentes Bourg-Archambault plasuje się na 796. miejscu pod względem liczby ludności, natomiast pod względem powierzchni na miejscu 253.).